# Bursera ovata
Bursera ovata är en tvåhjärtbladig växtart som beskrevs av Urb. & Ekman. Bursera ovata ingår i släktet Bursera och familjen Burseraceae. Inga underarter finns listade i Catalogue of Life.